# Суха Балка (Кам'янський район)
Суха́ Ба́лка — село в Україні, Жовтоводській міській громаді Кам'янського району Дніпропетровської області.

## Географія
Село Суха Балка знаходиться на відстані 1,5 км від міста Жовті Води і села Полтаво-Боголюбівка, за 2 км від селища Мирне. У селі бере початок Балка Суха з загатою.

## Населення
За переписом населення України 2001 року в селі мешкало 788 осіб.

### Мова
Розподіл населення за рідною мовою за даними перепису 2001 року:
| Мова            | Відсоток |
| --------------- | -------- |
| українська      | 90,5 %   |
| російська       | 9,1 %    |
| інші/не вказали | 0,4 %    |